# Tour da Escandinávia
O Tour da Escandinávia (Scandinavia Tour em inglês) é uma corrida por etapas profissional de ciclismo de estrada feminino que se disputa na Noruega, Suécia e Dinamarca no mês de agosto.
Esta corrida sucede ao Tour da Noruega feminino e a primeira etapa ocorreu em 2022.
A corrida esteve para se chamar Batalha do Norte, mas devido à guerra na Ucrânia acabou designada de Tour da Escandinávia.
A corrida faz parte do calendário UCI World Tour feminino. A edição de 2024 foi cancelada pela organização devido a dificuldades financeiras.

## Palmarés
| Ano  | Vencedor              | Segundo               | Terceiro        |           |
| ---- | --------------------- | --------------------- | --------------- | --------- |
| 2022 | Cecilie Uttrup Ludwig | Liane Lippert         | Alexandra Manly |           |
| 2023 | Annemiek van Vleuten  | Cecilie Uttrup Ludwig | Amber Kraak     |           |
| 2024 | cancelado             | cancelado             | cancelado       | cancelado |
| 2025 | cancelado             | cancelado             | cancelado       | cancelado |